# Winningen
Winningen település Németországban, Rajna-vidék-Pfalz tartományban. Lakosainak száma 2447 fő (2023. december 31.).

## Népesség
A település népességének változása:
| Lakosok száma | 2451 | 2434 | 2424 | 2423 | 2455 | 2447 |
|               | 1975 | 2017 | 2019 | 2021 | 2022 | 2023 |